# Вежомонтажні роботи

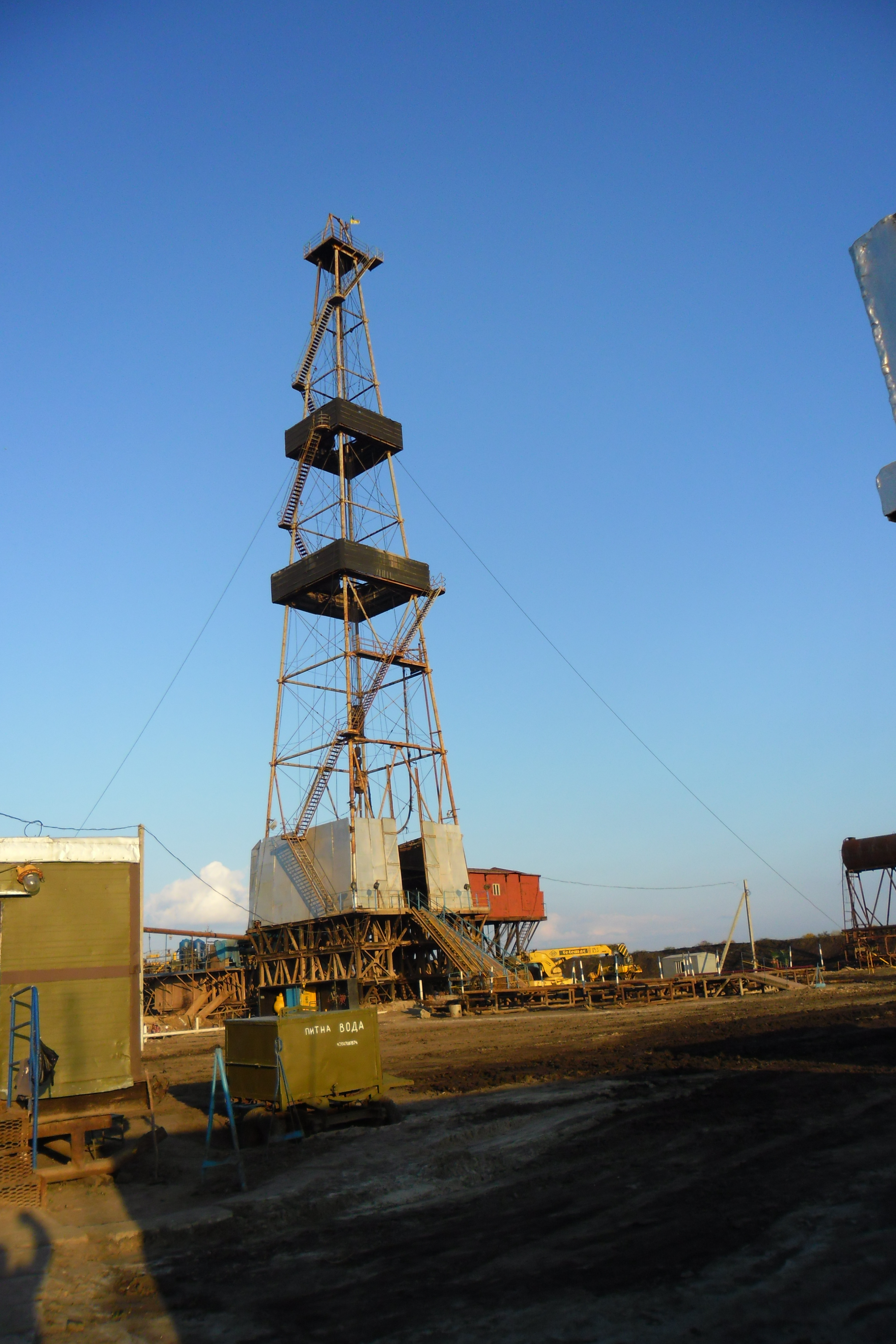

Вежомонтажні роботи

## Загальний опис
Включають будівництво або перетягування вишки, монтування бурового обладнання, встановлення його на фундаменти. Монтаж вишки і обладнання проводиться відповідно до прийнятої для даних конкретних умов схеми їх розміщення. Обладнання розміщують так, щоб забезпечити безпеку в роботі, зручність в обслуговуванні, низьку вартість будівельно-монтажних робіт і компактність в розташуванні всіх елементів бурової установки.
Розрізняють поагрегатний, дрібно- і великоблочний методи монтажу бурових установок.
При поагрегатному методі бурова установка збирається з окремих агрегатів, для доставки яких використовується автомобільний, залізничний або повітряний транспорт.
При дрібноблочному методі бурова установка збирається з 16 — 20 дрібних блоків. Кожен з них являє собою підставу, на якій змонтовані один або декілька вузлів установки.
При великоблочному методі установка монтується з 2 — 4 блоків, кожен з яких об'єднує кілька агрегатів і вузлів бурової установки.
Блокові методи забезпечують високі темпи монтажу бурових установок і якість монтажних робіт. Розміри блоків залежать від способу, умов і дальності їх транспортування.
На завершальному етапі вишкомонтажних робіт роблять оснастку талевої системи, монтують талевий блок, вертлюг, до якого приєднують ведучу трубу і напірний рукав, проводять центрування вишки з центром ротора.